# Гюттенбах
Гюттенбах (нім. Güttenbach, угор. Pinkóc, хорв. Pinkovac, словен. Pinkovec) — місто та община на сході Австрії в окрузі Гюссінг у федеральній землі Бургенланд.

## Історія
Перша згадка датується 1427 роком. 450 років тому місто заселили хорвати, що становили 80 % населення міста. До 1920 року місто належало до Угорщини. Після Першої світової війни місто відійшло до новоствореної республіки Бургенланд. У 1922 Бургенланд став частиною Австрії. У 1930 році у місті побудована католицька церква за проектом Кала Холі.

## Населення
Згідно з переписом 2011 року населення становило 936 осіб.

## Політика
У міську раду входить 15 депутатів. З 2007 року 11 місць займають представники АНП (Австрійська народна партія), 4 місця — СДПА (Соціал-демократична партія Австрії).
Бургомістром міста з 2007 року є Лео Радаковіц із АНП. У 2012 році він переобраний на другий термін.

## Виноски
- Офіційна сторінка[недоступне посилання з квітня 2019](нім.)